# Симмоциды
Симмоциды или пятнистые моли (лат. Symmocidae) — семейство чешуекрылых

## Роды
- Род Oegoconia
- Род Apatema
- Род Catasphalma
- Род Telephirca
- Род Nukusa
- Род Symmoca
- Род Aprominta
- Род Amselina
- Род Symmocoides
- Род Pantacordis
- Род Metaxitagma
- Род Orpecovalva
- Род Donaspastus
- Род Dysspastus
- Род Stibaromacha